# FM Okey
FM Okey o FM OK es una estación radial del norte de Chile, dedicada a tocar formatos juveniles como el pop, techno, dance, etc. La música que emite pertenece a estilos desde los años 80 hasta la actualidad. Cuenta con una red de 18 frecuencias desde Arica hasta Puerto Natales.

## Historia
Su origen se remonta al año 2000, donde se llamaba Radio Canal 95 (y antes de la era Canal 95, fue conocida como Dimensión FM). El 30 de marzo de ese año pasa a llamarse FM Okey; desde entonces se ha consolidado ampliando regularmente su cobertura y programación.
- En sus inicios, comenzó a transmitir en la frecuencia 101.3 MHz del Valle del Aconcagua.
- Más tarde, inició su expansión en la Conurbación Quillota (Quillota-La Cruz-La Calera, a través de la frecuencia 97.7 MHz, en el año 2001 (ex-Radio Romance señal 2).
- Meses después comenzó a transmitir a través de la frecuencia 103.1 MHz en Copiapó (ex-Radio Romance señal 2).
- El 26 de octubre de 2007 dio el salto al norte llegando a Antofagasta, a través de la frecuencia 89.3 MHz, en una concesión nueva que se adjudicó la emisora.
- En 2008 pudo concretar su expansión hacia la zona norte de Chile a través de la adquisición de las frecuencias 103.7 MHz en Arica, 88.1 MHz en Iquique y 102.1 MHz en La Serena (todas ex-Radio Horizonte), operando desde entonces con dichas frecuencias según la zona donde sea sintonizada. Esta nueva expansión permitió alcanzar cobertura desde Arica hasta Los Andes y Quillota.
- 9 años después de su última expansión, el 31 de marzo de 2017, la emisora comenzó a transmitir en la frecuencia 89.9 MHz (ex-Radio Carnaval) en Valparaíso y Viña del Mar que se trasladó al 98.1 MHz (ex-Oasis FM), durante la conmemoración de los 17 años de la emisora.
- El 17 de agosto de 2017, comienzan a operar las frecuencias 95.7 MHz en Calama y 93.9 MHz en La Ligua (ambas ex-Positiva FM).
- El 29 de septiembre de 2018, fecha que coincidió con el aniversario número 175 de la ciudad, FM Okey comenzó a transmitir a través de la frecuencia 93.7 MHz en Tocopilla.
- El 1 de octubre de 2018, FM Okey llega por primera vez a la zona centro sur de Chile inaugurando la frecuencia 101.1 MHz en Pichilemu. Días después, el 5 de octubre inicia sus transmisiones a través de la frecuencia 94.9 MHz en Los Vilos.
- En febrero de 2019, FM Okey abandona la frecuencia 93.7 MHz de Tocopilla.
- Durante el mes de mayo de 2019, se integra a la red de FM Okey la comuna de Catemu, a través de la frecuencia 94.1 MHz.
- En la semana del 14 al 20 de octubre de 2019, FM Okey inaugura 2 nuevas frecuencias: La primera de ellas, fue inaugurada el lunes 14 de octubre en Caldera, a través de la frecuencia 95.5 MHz, cubriendo localidades del litoral de la Región de Atacama hasta el Aeropuerto de Caldera. Mientras que el sábado 19 de octubre, la señal de la radio llega a la Provincia de Cauquenes, en la Región del Maule, a las localidades costeras de Cunaripe, Pelluhue y Chanco, a través de la frecuencia 104.7 MHz.
- El 13 de diciembre de 2019, FM Okey llega a la zona austral de Chile, inaugurando la frecuencia 102.1 MHz en Punta Arenas y Porvenir.
- La antena número 17 se inaugura el 30 de diciembre de 2019, en la comuna de Casablanca y Lo Vásquez a través de la frecuencia 103.9 MHz.
- El 29 de diciembre de 2021 FM Okey estrena su antena número 18 en la ciudad de Puerto Natales, siendo la segunda frecuencia en la Región de Magallanes (100.5 MHz).
- El 30 de enero de 2023 FM Okey estrena su antena número 19 en la ciudad de Vallenar, a través de la frecuencia 93.9 MHz.
- El 20 de octubre de 2023 FM Okey llega a las comunas de Huasco y Freirina, a través de la frecuencia 97.1 MHz.

En su prehistoria, a través de la frecuencia 101.3 MHz de Los Andes, y cuando la frecuencia 101.3 FM de Santiago, Radio Corazón aún no se encontraba operativa, era posible recibir la señal directamente desde San Felipe-Los Andes sin dificultades en una parte importante de la Región Metropolitana. Este fenómeno aún puede ser percibido en los días en que, por diversos motivos, la transmisión de la frecuencia 101.3 MHz en Santiago deja de funcionar. Esto es posible básicamente por la excelente posición de la antena transmisora, que pese a su potencia autorizada, logra cubrir una parte importante de las regiones de Valparaíso y Metropolitana.
Se dice que en algunos lugares de Valparaíso, Reñaca, Limache, Villa Alemana y Quilpué es posible captar la frecuencia 97.7 MHz de Quillota de esta radioemisora; de la misma forma que en algunos sectores de Colina es posible escuchar la frecuencia 101.3 FM de Los Andes y en algunos sectores de la comuna de Tocopilla se capta la emisora que se transmite en la frecuencia 88.1 MHz de Iquique pero con baja recepción y solo si se conecta una antena exterior. Misma situación ocurre en la comuna de Baquedano y Mejillones, donde se transmite en la frecuencia 89.3 MHz que transmite desde Antofagasta pero con baja señal. Luego de que comenzaron a transmitir en la frecuencia de la Ligua, esta frecuencia también es posible de ser escuchada en algunos sectores de Valparaíso.
A partir del 17 de septiembre de 2021 se comienza a emitir el programa "Next Level", presentado y dirigido por el locutor, DJ y productor musical español Luis López, quién se hizo reconocido por el mítico programa "World Dance Music" de Los 40 Principales

## Otros medios
La radio además posee el diario electrónico Página UNO (que originalmente se distribuía gratuitamente durante algunos días en la Plaza de Armas de la ciudad de Los Andes).
FM Okey también tuvo su programa de TV, que contaba con varias de las voces de la emisora como rostros del programa, presentando videos musicales y mostrando parajes del Valle. Se transmitió durante el 2007 en el desaparecido canal CableNoticias, de VTR Aconcagua.
Desde 2010 pasa a ser parte del grupo Comunicaciones MIA, con su casa matriz en la ciudad de Los Andes, donde además tiene a su radioemisora hermana "Radio Azul FM" que opera en el dial 104.3 FM.

## Nominaciones
- La radio fue nominada el año 2012 a los Premios Gold Tie en la categoría Mejor Radio Regional.

## Equipo

### Conductores
- Felix Oliva
- Brittany Espinoza
- Felipe Leiva
- Elizabeth Suarez
- Barber Flama
- DJ MK Almendra

## Antiguas frecuencias
- 93.7 MHz (Tocopilla); hoy Radio Impacto, no tiene relación con Comunicaciones MIA.
- 104.7 MHz (Chanco/Pelluhue).
- 102.1 MHz (Porvenir/Punta Arenas); hoy Radio Avivasur, y 98.9 MHz en Porvenir, ambas sin relación con Comunicaciones MIA.